# Фонталкарпине (Гросето)
Фонталкарпине је насеље у Италији у округу Гросето, региону Тоскана.
Према процени из 2011. у насељу је живело 23 становника. Насеље се налази на надморској висини од 549 м.